# Hypholoma lateritium
Hypholoma lateritium (Schaeff.) P. Kumm, 1871 è un fungo della famiglia Strophariaceae, non velenoso come Hypholoma fasciculare, dal quale differisce per il colore del cappello più rossiccio, assai vicino al colore del mattone (da cui il nome). Sebbene possa risultare amaro (ma non sempre) da fresco, presenta tradizioni di consumo sia in Giappone sia in Nord America (noto come red cap brick - addirittura coltivato).
Per via della sua sospetta tossicità da crudo e per la sua alta somiglianza a Hypholoma fasciculare e mancata tradizione di consumo in Italia (va ben cotto), questo fungo è sconsigliato per la tavola a meno di non essere esperti.

## Descrizione
Questi funghi hanno un cappello semisferico, colore marrone che a volte ha dei veli biancastri. Le lamelle sono fitte e adnate con colori che vanno da giallo marroncino a bianco marroncino. La carne, ai bordi è giallo chiaro e bianca, e immutabile. Ha una sporata marrone.

## Cappello
5–8 cm, prima convesso poi emisferico.
cuticolaliscia, secca, da giallo cromo a rosso-mattone verso il centro

### Lamelle
Fitte, adnate, grigio-giallastre, grigio-fumo con l'età.

### Gambo
Il gambo è di dimensioni 6-12 x 0,4–1 cm, slanciato, cavo, bruno rossastro in basso, con residui di cortina bianca in alto.

### Carne
Giallastra.
- Odore: nullo.
- Sapore: leggermente amaro.

### Microscopia
Sporebrune in massa, 6-7 x 4-4,5 µm, ellissoidali, lisce, con poro germinativo.

## Distribuzione e habitat
Estate-autunno, saprofita e cespitoso sui vecchi tronchi.

## Commestibilità
Commestibile previa cottura, comunque poco invitante per via del sapore amaro.

## Tassonomia

### Sinonimi o binomi obsoleti
- Agaricus lateritius Schaeff., Fung. bavar. palat. nasc. (Ratisbonae) 4: 22 (1774)
- Pratella lateritia (Schaeff.) Gray, Nat. Arr. Brit. Pl. (London) 1: 627 (1821)
- Hypholoma lateritium (Schaeff.) P. Kumm., Führ. Pilzk. (Zerbst): 72 (1871) var. lateritium
- Psilocybe lateritia (Schaeff.) Noordel., Persoonia 16(1): 129 (1995)
- Agaricus sublateritius Schaeff., Fung. bavar. palat. nasc. (Ratisbonae) 1: tab. 49, figs 6-7 (1762) var. sublateritius
- Agaricus carneolus Batsch, Elench. fung. (Halle): 83 (1783)
- Agaricus pomposus Bolton, Hist. fung. Halifax (Huddersfield) 1: 5, tab. 5 (1788)
- Agaricus lateritius var. pomposus (Bolton) Pers., Syn. meth. fung. (Göttingen) 2: 421 (1801)
- Hypholoma sublateritium f. pomposum (Bolton) Massee, Brit. Fung.-Fl. (London) 1: 381 (1892)
- Hypholoma sublateritium var. pomposum (Bolton) Rea, Brit. basidiomyc. (Cambridge): 261 (1922)
- Hypholoma lateritium var. pomposum (Bolton) P. Roux & Guy García, in Roux, Mille et Un Champignons: 13 (2006)
- Agaricus pomposus Schumach., Enum. pl. (Kjbenhavn) 2: 251 (1803)
- Agaricus lateritius var. communis Alb. & Schwein., Consp. fung. (Leipzig): 205 (1805)
- Agaricus sublateritius Fr., Epicr. syst. mycol. (Upsaliae): 122 (1838)
- Hypholoma sublateritium (Fr.) Quél., Mém. Soc. Émul. Montbéliard, Sér. 2 5: 113 (1872)
- Hypholoma sublateritium (Fr.) Quél., Mém. Soc. Émul. Montbéliard, Sér. 2 5: 113 (1872) f. sublateritium
- Hypholoma sublateritium (Fr.) Quél., Mém. Soc. Émul. Montbéliard, Sér. 2 5: 113 (1872) var. sublateritium
- Naematoloma sublateritium (Fr.) P. Karst., Bidr. Känn. Finl. Nat. Folk 32: 495 (1879)
- Geophila sublateritia (Fr.) Quél., Enchir. fung. (Paris): 113 (1886)
- Dryophila sublateritia (Fr.) Quél., Fl. mycol. France (Paris): 154 (1888)
- Agaricus sublateritius var. schaefferi Berk. & Broome, Ann. Mag. nat. Hist., Ser. 5 3: 206 (1879)
- Hypholoma sublateritium var. schaefferi (Berk. & Broome) Sacc., Syll. fung. (Abellini) 5: 1028 (1887)
- Cortinarius schaefferi (Berk. & Broome) Rob. Henry, Bull. trimest. Soc. mycol. Fr. 97(3): 214 (1981)
- Deconica squamosa Cooke, Illustrations of British Fungi (Hymenomycetes) (London) 4: pl. 558 (1885)
- Hypholoma sublateritium var. squamosum (Cooke) Sacc., Syll. fung. (Abellini) 5: 1028 (1887)
- Agaricus sublateritius var. squamosus Cooke, Illustrations of British Fungi (Hymenomycetes) (London) 4: pl. 573 (558) (1886)
- Hypholoma sublateritium f. vulgaris Massee, Brit. Fung.-Fl. (London) 1: 381 (1892)
- Hypholoma sublateritium var. aranoides Raithelh., Fl. Mycol. Argentina, Hongos III (Stuttgart): 228 (1991)[2]

### Specie simili
- Kuehneromyces mutabilis (buon commestibile)
- Hypholoma fasciculare (velenoso)
- Agrocybe praecox (mediocre commestibile)